# Інформаційне сміття
Інформаційне сміття — будь-яка інформація, яка утворюється у процесі людської чи електронно-обчислювальної діяльності і не має подальшого використання, внаслідок особливостей даної інформації. Важливим аспектом є те, що "вхідна" інформація інтерпретується, оцінюється на основі сформованого раніше об'єму знань. 

## Властивості
Інформаційне сміття має одну зі властивостей:
- може бути набором випадкових символів, які не мають жодного значення.
- може бути недостовірною.
- може бути неперевіреною або невірно перевіреною.
- може бути застарілою і не цікавою навіть для історії.
- може бути корисною інформацією, але яка повторена непотрібну кількість разів.

Різновидом інформаційного сміття є дезінформація.

## Характеристики
Інформаційне сміття фізично займає простір на носіях інформації. Що не є критичним за даних умов розвитку ЕОМ. На відміну від дезінформації, коли вона пошируюється свідомо з певною метою, інформаційне сміття поширюється без єдиної мети. Воно заповнює собою інформаційний простір, і внаслідок цього досить важко знайти корисну інформацію у «морі» інформаційного сміття.
З інформаційним сміттям пов'язане поняття ціни інформації. Тому умовно можна сказати, інформаційне сміття — це інформація, яка не становить ніякої цінності, має ціну рівну 0 з прагматичної точки зору (коли чинник істини - практика). Нехай інфокомунікаційна мережа {\displaystyle V} - частина (перколяційний кластер) більш загальної мережі {\displaystyle W.} Підмережа {\displaystyle V} є відкритою у {\displaystyle W,} якщо {\displaystyle V} має канали комунікацій й інформаційні зв'язки із мережею {\displaystyle W.} Модель підмережі {\displaystyle V} представляється як {\displaystyle M(V,x_{0}),} де {\displaystyle x_{0}} - центральний елемент, який забезпечує інформаційні зв'язки. З загальної топології відомо, що зв'язній структурі на множині елементів відповідає поняття топологічного простіру, у якому необхідним зв'язущим елементом є так званий "відкритий пустий елемент множини". Тобто у такій моделі будь-якій інформації відповідає пустий відкритий елемент у топологічному просторі. 
Інформація не може існувати без носія. Матерія існує незалежно від існування спостерігача. Відтак поняття інформації можна відкинути й розглядати лише матеріальні процеси.
Використання поняття інформації у біології є некоректним.  
На великих проміжках часу (з прагматичної точки зору) інформація (яка існує за умови існування спостерігача) не має жодної цінності через скінченність Всесвіту і, відповідно, життя. Існує також й короткострокова перспектива, знецінююча будь-яку інформацію та життєдіяльність на Землі (див. Ґлізе 710, Навколоземна наднова). Тим не менш, локально, у короткостроковій перспективі, інформація як те, що існує для спостерігача, може мати цінність для нього як чинник, регулюючий сумісну діяльність людей у напрямку підвищення життєздатності, могутності [Архівовано 30 червня 2020 у Wayback Machine.] людства. Будь-яку іншу інформацію, яка не слугує цій меті, можна вважати інформаційним сміттям. Наприклад, не залежно від країни і епохи Теорема Піфагора завжди буде цінністю. В той же час кількість учнів Хацапетівської ЗОШ 1976 року цікава для 70-х років, але для жителів Мозамбіку 2011 року є інформаційним сміттям.